# Nikolaj Komličenko
Nikolaj Nikolaevič Komličenko (in russo Никола́й Никола́евич Комличе́нко?, angl. Nikolay Nikolayevich Komlichenko; Plastunovskaja, 29 giugno 1995) è un calciatore russo, attaccante del Rostov.

## Caratteristiche tecniche
Può giocare come prima o seconda punta.

## Carriera

### Club
Vanta 8 presenze e 4 gol in UEFA Europa League 2016-2017.

#### Nazionale
Fa il suo esordio in nazionale il 10 ottobre 2019, subentrando a Artëm Dzjuba in una gara contro la Scozia, valida per la qualificazione a Euro 2020.

## Palmarès

### Individuale
- Capocannoniere della Pervenstvo Professional'noj Futbol'noj Ligi: 1

2015-2016 (Zona Sud, 24 gol)
- Miglior giocatore della Vtoroj divizion: 1

2015-2016 (Zona Sud)
- Capocannoniere del campionato ceco: 1

2018-2019 (28 gol)